# Fledermausquartier Bunkeranlagen Große Heide bei Prenzlau
Fledermausquartier Bunkeranlagen Große Heide bei Prenzlau este o arie protejată (arie specială de conservare — SAC, sit de importanță comunitară — SCI) din Germania întinsă pe o suprafață de 2,6 ha, integral pe uscat.

## Localizare
Centrul sitului Fledermausquartier Bunkeranlagen Große Heide bei Prenzlau este situat la coordonatele 53°13′52″N 13°42′28″E / 53.2311°N 13.7078°E.

## Înființare
Situl Fledermausquartier Bunkeranlagen Große Heide bei Prenzlau a fost declarat sit de importanță comunitară în martie 2004.

## Biodiversitate
Situată în ecoregiunea continentală, aria protejată nu include niciun habitat protejat.
La baza desemnării sitului se află mai multe specii protejate de  mamifere (4): liliac cârn (Barbastella barbastellus), liliac cu urechi mari (Myotis bechsteinii), liliac de iaz (Myotis dasycneme), liliac comun (Myotis myotis).